# Acytolepis cagaya
Acytolepis cagaya är en fjärilsart som beskrevs av Felder 1865. Acytolepis cagaya ingår i släktet Acytolepis och familjen juvelvingar. Inga underarter finns listade i Catalogue of Life.